# زيت كبد القرش

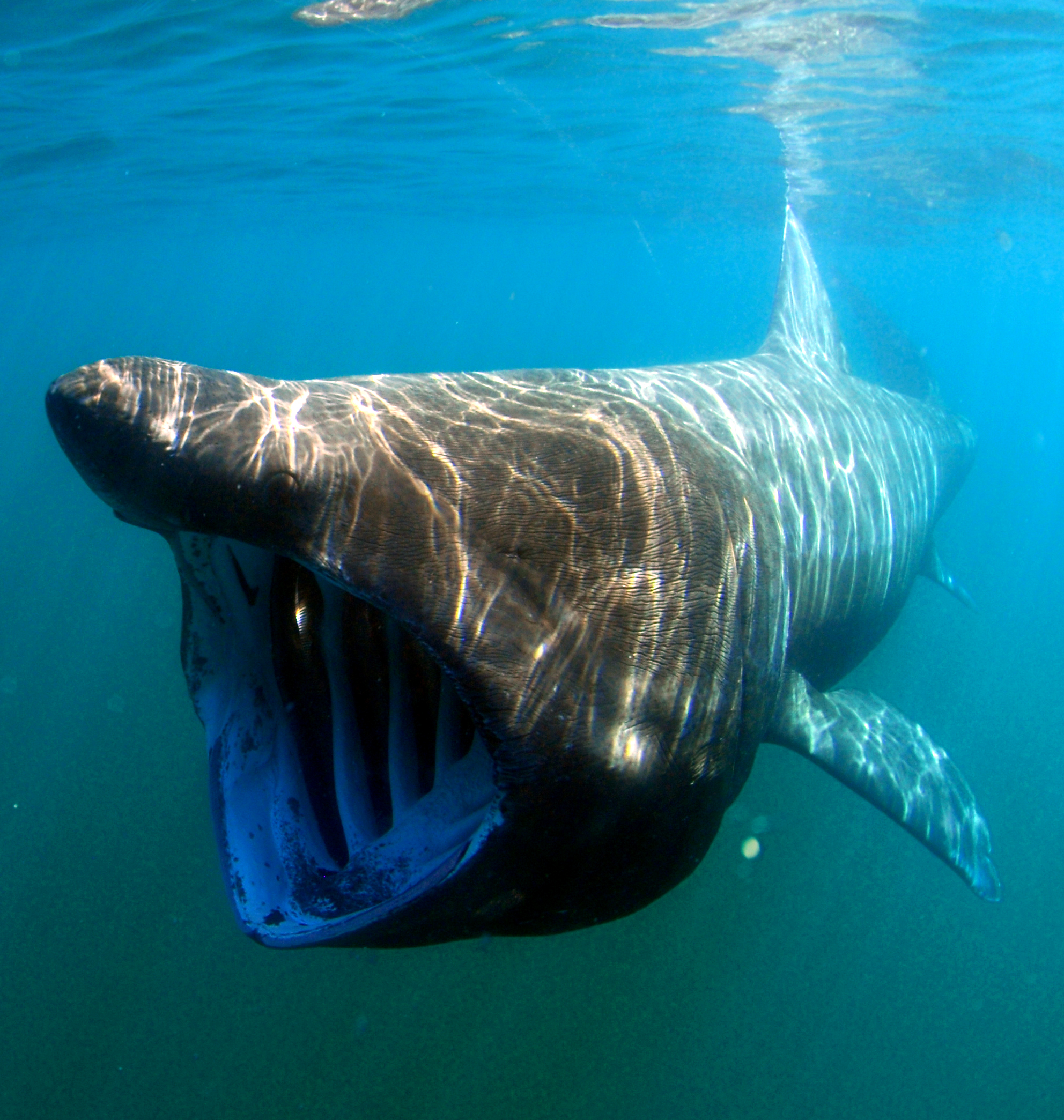
تُستهدف أسماك القرش عادةً لزيت كبدها. تشمل الأنواع المُستهدفة سمك المدرسة وقرش الماعز، وسمكة القرش المتشمس (في الصورة). وقد تم تقييم هذه الأنواع الثلاثة من قبل الاتحاد الدولي لحفظ الطبيعة على أنها مُهدّدة بسبب الصيد الجائر.

زيت كبد القرش هو زيت يتم الحصول عليه من كبد أسماك القرش. واستُخدم الزيت لعدة قرون كعلاج شعبي لتعزيز الشفاء من الجروح وكعلاج لبعض المشاكل التنفسية ومشاكل الجهاز الهضمي. لا يزال يتم الترويج له كمكمل غذائي، م نشوء أصوات عدة تطالب بإمكانية استخدامه في علاج أمراض أخرى مثل السرطان وفيروس نقص المناعة البشرية ومرض الإشعاع وإنفلونزا الخنازير ونزلات البرد. وحتى الآن، لم يتم التحقق من صحة أي من هذه الادعاءات الطبية ولا يُستخدم زيت كبد القرش وحده كدواء يكتبه أو يستخدمه الأطباء الأمريكيون. ومع ذلك، يدخل ضمن مكونات بعض مستحضرات ترطيب الجلد وأدوية البواسير.

## وظيفته في أسماك القرش
تحافظ العديد من الأسماك على قدرتها على الطفو باستخدام مثانة السباحة. ومع ذلك، تفتقر أسماك القرش إلى مثانة السباحة وتحافظ على طفوها باستخدام كبدها الكبير المليء بالزيت. قد يعمل هذا الزيت المخزن أيضًا كمغذٍ عندما يندر الغذاء. وعادةُ ما تُستهدف أسماك القرش في أعماق البحار لزيوتها، لأن أكباد هذه الأنواع يمكن أن تشكل ما يصل إلى 5-10٪ من إجمالي وزنها.

## التكوين
المكون الرئيسي للعديد من زيوت القرش هو السكوالين، وهو أحد الترايبينويدات (C30H50)الذي يشكل ما يصل إلى 90٪ من الزيت، تبعًا لنوع السمكة. في القرشيات الكبيرة قد يشكل السكوالين 15 ٪ من إجمالي وزن الجسم. غالبا ما يكون البريستون، وهو ترايبينويد آخر (C19H40)، عنصرًا ثانويًا، ويصل إلى ما يقرب من 8 ٪ من تكوين الزيت.

## الاستخدامات الطبية
لم يتم اختبار معظم المكملات الغذائية المحتوية على زيت كبد القرش لمعرفة ما إذا كانت تتفاعل مع الأدوية أو الأطعمة أو غيرها من الأعشاب والمكملات الغذائية. على الرغم من أنه قد يتم نشر بعض التقارير عن التفاعلات والآثار الضارة، إلا أنه لم تتوفر الكثير من الدراسات الكاملة للتفاعلات والتأثيرات في كثير من الأحيان. وعلى الرغم من أن العديد من الناس قد تناولوا زيت كبد القرش، إلا أن مسألة السمية المحتملة عند تناول الجرعات المعتادة لم يتم دراستها جيدًا. تم الإبلاغ عن بعض المشاكل البسيطة في الجهاز الهضمي مثل الغثيان واضطرابات المعدة والإسهال. لم يتم بعد تحديد النطاق الآمن لجرعات زيت كبد القرش، على الرغم من أن تناول جرعة زائدة يمكن أن يكون له عواقب وخيمة.
وقد وجدت بعض الدراسات على الحيوانات أن زيت كبد القرش ومكوناته قد يرفع مستويات الكوليسترول في الدم. ووجدت دراسة يابانية أن بعض مكملات زيت كبد القرش تكون ملوثة بثنائي الفينيل متعدد الكلور (PCBs) والإيثرات الثنائية للفينيل متعدد البروم (PBDEs). يمكن أن يكون لثنائي الفينيل متعدد الكلور تأثيرات ضارة على البشر، وقد يزيد من خطر الإصابة ببعض أنواع السرطان. الأشخاص الذين يعانون من حساسية المأكولات البحرية قد يتفاعلون أيضًا مع زيت كبد القرش.
وقد تم الترويج لزيت كبد القرش بشكل مضلل كعلاج للسرطان. على الرغم من الادعاءات القائلة بأن الألكوكسي-غليسرول المشتق من زيت كبد القرش يمكن أن يحد من نمو الورم، إلا أنه لا توجد أدلة كافية تثبت أنه خيار علاجي قابل للتطبيق.

## بارومتر زيت القرش
تقليديا، يعتمد سكان برمودا على «البارومترات» التي تعتمد على أسماك القرش للتنبؤ بالعواصف والطقس القاسي. يتم تعليق زجاجات الزيت الصغيرة خارج المنازل.